# جوسیا بارتلت
جوسیاه بارتلت (Josiah Bartlett) (زادهٔ ۲ دسامبر ۱۷۲۹ [سبک قدیمی، ۲۱ نوامبر ۱۷۲۹] – درگذشت ۱۹ مه ۱۷۹۵)، یکی از پدران بنیان‌گذار آمریکا، پزشک، دولت‌مرد، نماینده نیوهمپشایر در کنگره قاره‌ای و یکی از امضاءکنندگان اصول کنفدراسیون و اعلامیه استقلال ایالات متحده آمریکا بود. او همچنین به عنوان نخستین فرماندار نیوهمپشایر و قاضی کل دادگاه عالی ایالتی نیوهمپشایر خدمت کرد.

## زندگی شخصی
جوسیاه بارتلت در جاده اصلی ۲۷۶ در آمسبری، استان خلیج ماساچوست از استیفن و هانا-مری (وبستر) بارتلت به‌دنیا آمد. پدر وی فرزند ریچارد و هانا (امری) بارتلت بود. او پنجمین فرزند و چهارمین پسر آنها بود. تا ۱۷ سالگی، او تا اندازه‌ای زبان لاتین و یونانی را فرا گرفته بود. او آموزش در رشته پزشکی را شروع نموده و همزمان در دفتر دکتر اردوی اهل ایمزبری کار می‌کرد. بارتلت قبل از اینکه ۲۱ ساله شود، در ۱۷۵۰ میلادی به کینگستون، نیوهمپشایر در شهرستان راکینگهام نقل مکان نموده و کار پزشکی خود را آغاز کرد. در آن زمان، کینگستون تنها یک دهکده مرزی متشکل از چند صد خانواده بود و بارتلت در آن زمان تنها پزشک در آن بخش از کشور بود. او یک قطعه زمین و مزرعه‌ای را خریداری کرد.
در ۱۵ ژانویه ۱۷۵۴ او با مری بارلت از نیوتاون، نیوهمپشایر ازدواج نمود. همسر وی، دختر عمویش جوزف بود. آنها تا زمان مرگ همسرش در ۱۴ ژوئیه ۱۷۸۹ باهم بودند. جوسیاه و ماری باهم سه پسر و هفت دختر داشتند: مری (۱۷۵۴)، لوئیس (۱۷۵۶)، میریام (۱۷۵۸)، رهودا (۱۷۶۰)، هانا (هنگام نوزادی در ۱۷۶۲ وفات کرد)، لوی (۱۷۶۳)، جوسیاه (۱۷۶۸)، ازرا (۱۷۷۰)، سارا (۱۷۷۳) و هانا (۱۷۷۶، همچنین در دوران نوزادی وفات کرد). هر سه پسر و هفت نوه (پسر) وی، حرفه او را دنبال نموده و پزشک شدند.

## حرفه پزشکی
بارتلت پس از مدتی کارآموزی نزد یک پزشک دیگر، در سن ۲۰ سالگی حرفه خود به عنوان پزشک را آغاز نموده و برای ۴۵ سال به‌طور فعال در حرفه پزشکی کار کرد. حدود ۱۷۳۵ میلادی، منطقه حومه کینگستون به یک اپیدمی تب و تب‌خال به‌نام ناراحتی گلو (throat distemper) مبتلا شدند. این بیماری برای بزرگسالان یک بیماری جدی، اما برای کودکان به کرات کشنده بود، به‌ویژه در صورت ابتلای کودکان بسیار خردسال. زمانی که این بیماری دوباره در ۱۷۵۴ میلادی شیوع کرد، بارتلت استفاده از داروهای مختلف برای درمان را مورد آزمایش قرار داده و به‌طور تجربی دریافت که پوست درخت گنه (Peruvian bark) اعراض این بیماری را برای یک مدت طولانی که بیمار بتواند سلامت خود را بازیابد، کاهش می‌دهد.
در ۱۷۹۰ میلادی، بارتلت فرایند قانونی لازم برای به‌رسمیت‌شناسی جامعه پزشکی نیوهمپشایر را به‌دست‌آورد. وی همچنین به عنوان رئیس اجرائی نیوهمپشایر انتخاب گردید. او در سال‌های ۱۷۹۱ و ۱۷۹۲ به عنوان رئیس نیوهمپشایر خدمت کرد. در ۱۷۹۰ میلادی، زمانی که پسر وی اِزرا از کالج دارت‌موث فارغ‌التحصیل شد، او نطق آغازین را در آن محفل فراغت ارایه نمود. دکترای افتخاری در رشته پزشکی به بارتلت در همان روزی اعطاء گردید که پسر وی نیز این مدرک را کسب کرد.

## حرفه سیاسی

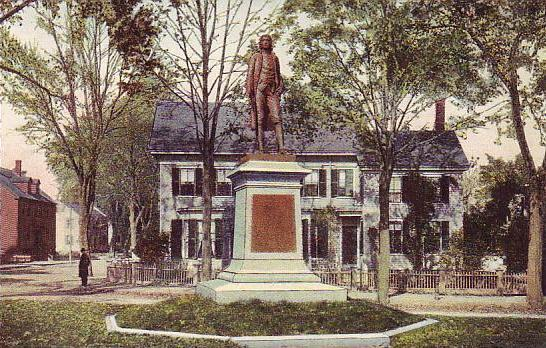
مجسمه جوزیا بارتلت آمزبری، MA; از یک ج. کارت پستال 1910.

بارتلت فعالیت خود را در امور سیاسی کینگستون آغاز نموده و در ۱۷۶۵ میلادی در مجلس استعماری انتخاب گردید. در ۱۷۶۷ میلادی، او به عنوان سرهنگ شبه‌نظامیان شهرستان خود انتخاب گردید و فرماندار جان ونت‌ورث وی را به عنوان قاضی صلح انتصاب کرد. با نزدیک شدن انقلاب آمریکا، سیاست‌های نزدیک به حزب ویگ وی، باعث شد تا او با ونت‌ورث مخالف شود. هرچند لژ وی معلوم نیست، اما پسر نوه وی، لوی اس. بارتلت، نامه‌ای به همراه داشت که جوسیاه به پسرش ازرا نوشته و در آن گفته بود که «من شب گذشته در یک جلسه ماسون شرکت کردم و آرزو دارم تا تو در زودترین فرصت ممکن به ماسون‌ها بپیوندی». در ۱۷۷۴ میلادی، بارتلت به کمیته مراسلات مجلس پیوست و کار خود را با رهبران انقلابی از ۱۲ شهرستان دیگر آغاز کرد. در اواخر همان سال، زمانی که ونت‌ورث مجلس را ملغا نمود یا به تأخیر انداخت، جوسیاه در مجلسی انقلابی (و غیرقانونی) به‌نام مجلس استانی که جایگزین مجلس قبلی بود، انتخاب شد. در همین زمان، او خانه‌اش را نیز بر اثر آتش‌سوزی از دست داد و هواداران انگلستان (توری‌ها) متهم به این کار می‌شوند. او خانواده‌اش را به خانه‌ای که در مزرعه‌اش داشت انتقال داده و بازسازی خانه خود را به سرعت آغاز کرد. زمانی که مجلس بارتلت و جان پیکرینگ را به عنوان نماینده در کنگره قاره‌ای انتخاب کردند، او این گزینش را نپذیرفت چون می‌خواست نزد خانواده‌اش باشد، اما او در امور سیاسی نیوهمپشایر فعال باقی ماند. فرماندار ونت‌ورث قبل از اینکه از نیوهمپشایر در ۱۷۷۵ میلادی اخراج شود، به عنوان آخرین اقدامی خود، بارتلت را از وظایفش به عنوان قاضی صلح، سرهنگ شبه‌نظامی و عضو مجلس برکنار کرد.

## کنگره قاره‌ای
بارتلت بار دیگر در ۱۷۷۵ میلادی به عنوان نماینده در کنگره قاره‌ای انتخاب گردید و این بار هم در مجلس و هم در جلسات ۱۷۷۶ شرکت کرد. در واقع، برای مدتی از اواخر ۱۷۷۵ تا اوایل ۱۷۷۶، او تنها نماینده نیوهمپشایر بود. بیشتر کارهای کنگره از طریق کمیته‌ها انجام می‌شد. از هر ایالت یک نماینده در کمیته‌های که بسیار مهم بودند، شرکت می‌کردند و این بدین معنی بود که بارتلت در تمامی کمیته‌ها، از جمله کمیته‌های مصونیت، رازداری، تسلیحات، دریایی و حکومت مدنی شرکت می‌کرد.
در نهایت، پس از فرستادن نامه‌های فراوان به مجلس و کمیته مصونیت در نیوهمپشایر، این مجلس ویلیام ویپل و ماتیو تورنتون را به فهرست نمایندگان در فیلادلفیا اضافه کردند. زمانی که پرسش اعلام استقلال از بریتانیای کبیر به‌طور رسمی در ۱۷۷۶ میلادی مطرح گردید، بارتلت، به عنوان نماینده شمالی‌ترین مستعمره، نخستین کسی بود که این پرسش از او پرسیده شد و بارتلت پاسخ مثبت داد. او روی اعلامیه استقلال آمریکا امضاء کرد.
در ۱۷۷۷ میلادی، او درخواست برای بازگشت مجدد به کنگره را به دلیل کسالت رد کرد. اما زمانی مصیبت تهدید می‌کرد، او از مهارت‌های پزشکی خود استفاده نموده و نیروهای جان استارک را در جنگ بنینگتون در ماه اوت، همراهی کرد. او بار دیگر در ۱۷۷۸ میلادی در کنگره انتخاب شده و در کمیته‌ای که اصول کنفدراسیون را ترتیب می‌کرد، خدمت نمود. اما، پس از اینکه اصول تصویب شد، او دوباره به نیوهمپشایر بازگشته و به کارهای شخصی خود ادامه داد. این آخرین خدمت وی در حکومت فدرال بود. زمانی که وی در ۱۷۷۶ میلادی مشغول کار در کنگره بود، همسر وی مری مزرعه را مدیریت می‌کرد، بر روند بازسازی خانه آنها نظارت داشت، از فرزندان آنها نگهداری می‌نمود و هانا را به‌دنیا آورد.

## حرفه اواخر زندگی
هرچند پس از ۱۷۷۸ او در دولت باقی ماند، اما او در ۱۷۷۹ میلادی به سمت خود به عنوان قاضی بازگشته و در دادگاه عرایض عامه خدمت کرد. پس از آن در ۱۷۸۲ میلادی او در دادگاه عالی نیوهمپشایر گماشته شد. در ۱۷۸۸ میلادی، بارتلت به سمت رئیس دادگاه عالی ایالتی انتخاب شد. در همان سال، او یکی از نماینده‌های کنوانسیون نیوهمپشایر برای تصویب قانون اساسی ایالات متحده بود و بخشی از زمان خود را مشغول ریاست از این کنوانسیون بود. او به طرفداری از تصویب قانون اساسی که در ۲۱ ژوئن ۱۷۸۸ اتفاق افتاد، استدلال نمود. مجلس قانون‌گذاری ایالت جدید نیوهمپشایر او را به عنوان سناتور ایالات متحده انتخاب کردند، اما وی این سمت را نپذیرفت.
زمانی که قانون اساسی جدید ایالتی در ۱۷۹۲ میلادی نافذ گردید، او فرماندار نیوهمپشایر شد. او پس از چهار سال خدمت، به دلیل وضع سلامت نامساعد، از سمت خود کنار رفت؛ او سال بعد درگذشت. در جریان خدمت خود به عنوان فرماندار، او از تنفیذ قانون اساسی جدید ایالتی، تدوین قوانین و لوایح نافذ و فراهم نمودن شرایط اولیه پرداخت دیون ایالت، نظارت نمود. او به‌طور فعالانه از زراعت و صنایع تولیدی و بهسازی جاده‌ها حمایت نموده و آغاز پروژه‌های ساخت کانال‌ها را مشاهده نمود.

## وفات و میراث
بارتلت بازنشسته شده و به خانه‌اش در کینگستون رفت و در همان‌جا در ۱۹ مه ۱۷۹۵ درگذشت. او پس از اینکه فلج شد، وفات کرد. او در نزدیکی همسرش مری در قبرستان پلینز در کینگستون به خاک سپرده شد. بازماندگان بارتلت هنوز هم در خانه وی زندگی می‌کنند؛ خانه جوسیاه بارتلت در ۱۹۷۱ میلادی یک مکان ملی تاریخی اعلام شد.